# Alan Swinbank
Alan Swinbank, född ca. 1945, död 17 maj 2017, var en brittisk galopptränare vars hästar tävlade i både flatracing och National Huntlöpning.

## Karriär
Swinbank hade sin bas i Melsonby i North Yorkshire. Under sin karriär från 1982 till sin död tog han mer än 800 segrar. Han fick de största framgångarna tillsammans med valacken Collier Hill.
Swinbank avled hastigt den 17 maj 2017, 72 år gammal.

## Större segrar i urval
| År   | Löp                           | Häst         | Jockey       | Grupp   |
| ---- | ----------------------------- | ------------ | ------------ | ------- |
| 2004 | Stockholm Cup International   | Collier Hill | Dean McKeown | Grupp 3 |
| 2005 | Irish St. Leger               | Collier Hill | Dean McKeown | Grupp 1 |
| 2006 | Stockholm Cup International   | Collier Hill | Dean McKeown | Grupp 3 |
| 2006 | Canadian International Stakes | Collier Hill | Dean McKeown | Grupp 1 |
| 2006 | Hong Kong Vase                | Collier Hill | Dean McKeown | Grupp 1 |